# Pierre Charles Mocquot
 (janvier 2022).
La mise en forme du texte ne suit pas les recommandations de Wikipédia : il faut le « wikifier ».
Les points d'amélioration suivants sont les cas les plus fréquents :
- Les titres sont pré-formatés par le logiciel. Ils ne sont ni en capitales, ni en gras.
- Le texte ne doit pas être écrit en capitales (les noms de famille non plus), ni en gras, ni en italique, ni en « petit »…
- Le gras n'est utilisé que pour surligner le titre de l'article dans l'introduction, une seule fois.
- L'italique est rarement utilisé : mots en langue étrangère, titres d'œuvres, noms de bateaux, etc.
- Les citations ne sont pas en italique mais en corps de texte normal. Elles sont entourées par des guillemets français : « et ».
- Les listes à puces sont à éviter, des paragraphes rédigés étant largement préférés. Les tableaux sont à réserver à la présentation de données structurées (résultats, etc.).
- Les appels de note de bas de page (petits chiffres en exposant, introduits par l'outil «  Source ») sont à placer entre la fin de phrase et le point final[comme ça].
- Les liens internes (vers d'autres articles de Wikipédia) sont à choisir avec parcimonie. Créez des liens vers des articles approfondissant le sujet. Les termes génériques sans rapport avec le sujet sont à éviter, ainsi que les répétitions de liens vers un même terme.
- Les liens externes sont à placer uniquement dans une section « Liens externes », à la fin de l'article. Ces liens sont à choisir avec parcimonie suivant les règles définies. Si un lien sert de source à l'article, son insertion dans le texte est à faire par les notes de bas de page.
- La présentation des références doit suivre les conventions bibliographiques. Il est recommandé d'utiliser les modèles {{Ouvrage}}, {{Chapitre}}, {{Article}}, {{Lien web}} et/ou {{Bibliographie}}. Le mode d'édition visuel peut mettre en forme automatiquement les références.
- Insérer une infobox (cadre d'informations à droite) n'est pas obligatoire pour parachever la mise en page.

Pour une aide détaillée, merci de consulter Aide:Wikification.
Si vous pensez que ces points ont été résolus, vous pouvez retirer ce bandeau et améliorer la mise en forme d'un autre article.
Pierre, Charles, Mocquot, né le 31 juillet 1879 à Appoigny (Yonne) et mort le 17 mai 1963 à Paris, est un chirurgien français. 
Il est membre de l’Académie nationale de médecine (1942), membre de l’Académie de chirurgie (élu en 1920 - Président en 1940), Président de la Fédération des Sociétés de Gynécologie et d'Obstétrique de Langue française en 1947. 
Il a reçu la Croix de guerre au titre du service de santé en 1918. 
Nommé chevalier de la Légion d'honneur en 1918, il est fait officier en 1949.

## Biographie
Pierre Mocquot descend d’une lignée de médecins et de chirurgiens, parmi ceux-ci : son arrière-grand-père,  Gabriel-Pèlerin Mocquot (1772-1835) chirurgien principal aux armées de Napoléon Ier, son grand-père maternel Charles Chavance (1825-1916), et son père Gabriel Mocquot (1849-1938).  
Après avoir été un élève remarquable dans tous les domaines au lycée Jacques Amyot à Auxerre, il part à Paris pour ses études de médecine. Il est reçu au concours de l'Internat en 1903. Il obtient la  médaille d’or de l’Internat en 1908 pour son travail sur la réanimation du cœur. En 1909, il soutient sa thèse sur l’état de la vésicule dans les obstructions des voies biliaires.  
Chirurgien des hôpitaux en 1912, agrégé en 1913, il devient l’assistant d’Édouard Quénu à l’hôpital Cochin à Paris.  
Pendant la première guerre mondiale, Pierre Mocquot est mobilisé le 3 août 1914, à la tête de l’ambulance du 4e corps d’armée jusqu’en juin 1915. En juin 1915, il est nommé médecin-major à l’ambulance chirurgicale automobile no 5, dont il devient médecin-chef de mai 1916 à décembre 1918.  
Au retour de la guerre, il reprend ses fonctions d’assistant chez Édouard Quénu, puis devient le collaborateur de Pierre Delbet. En 1927, il est nommé chef de service à l’hôpital Bichat. Professeur en 1935, il accède à la chaire de clinique gynécologique à l’hôpital Broca à Paris en 1936. Il prend sa retraite en 1950. 
Pierre Mocquot est d’abord un grand chirurgien généraliste. Son œuvre concerne la chirurgie vasculaire et cardiaque, digestive et des voies biliaires, des voies urinaires et la chirurgie traumatologique. Il consacre les 15 dernières années de sa carrière à la chirurgie gynécologique dont il devient un spécialiste éminent. Il est en particulier novateur dans l’exploration radiologique de l’utérus et des trompes ainsi que dans le diagnostic et le traitement de la stérilité. La marque de son art est une chirurgie conservatrice qu’il défendra toujours avec force. 

## Publications
Titres et travaux scientifiques du Dr Pierre Mocquot, Paris : G. Steinheil, 1913
- Exposé des titres et travaux scientifiques du docteur Pierre Mocquot, Paris : Masson, 1934
- Leçon inaugurale par le Professeur Mocquot, chaire de clinique gynécologique 23 mai 1936 - Faculté de médecine de Paris
- Hommage à la mémoire de Gustave Roussy in Bulletin du cancer, pp 80-82 (1950)
- "Pierre Delbet" (1861-1957) in Bulletin de l'Association française pour l'étude du cancer, Paris (1958) 45 (2): 129-133
- "Pierre Caraven" in Bulletin de l'Académie nationale de médecine (1958) Tome 142-N°30, p.761-763
- "Jacques-René Tenon (1724-1816), un « originaire de l’Yonne »" in Bulletin de la Société des sciences historiques et naturelles de l’Yonne (1958)

Préfaces par Pierre Mocquot des ouvrages suivants :
- "La stérilité involontaire : évaluation des méthodes de diagnostic et de traitement" (1950) de R. Palmer
- "Bases, principes et procédés techniques de la chirurgie" de P. Orsoni - Ed. Masson (1957)
- "Les déchirures obstétricales compliquées du périnée" (1958) de R. Musset, M. Cottrell et M. Dubost - Ed. Masson(1958)

## Hommages
- À Appoigny (Yonne), une rue porte son nom.

## Sources
- Pierre Mocquot : Pages de souvenirs », Bulletin de la Société des sciences historiques et naturelles de l'Yonne, Volume 100, 1965
- Bulletin de la Fédération des sociétés de gynécologie et d'obstétrique de langue française, Volume 15, 1963
- Mémoires de l’Académie de chirurgie 1963 p 571-574
- Comité des travaux historiques et scientifiques
- Dossier Pierre Mocquot Musée d'histoire de la médecine, Paris